# Phyllotropis fasciata
Phyllotropis fasciata är en insektsart som beskrevs av Fabricius 1787. Phyllotropis fasciata ingår i släktet Phyllotropis och familjen hornstritar. Inga underarter finns listade i Catalogue of Life.